# Clausilia strobeli
Clausilia strobeli is een slakkensoort uit de familie van de Clausiliidae. De wetenschappelijke naam van de soort werd voor het eerst geldig gepubliceerd in 1850 door Strobel.